# 複合戦指揮官
複合戦指揮官（ふくごうせんしきかん、英語: Composite warfare commander, CWC）コンセプトは、アメリカ海軍で創出された部隊の指揮・統制に関する概念。空中・水上・水中などからの複合的な脅威に迅速に対処するため、各種戦ごとに指揮官を定め、委任する権限と責任を明示して作戦にあたらせるというもので、アメリカ海軍では1981年にドクトリンとして採用した。また海上自衛隊でも、1983年に第1護衛隊群の作戦運用に採用したのを端緒として、導入を図った。

## 概要
1970年代までのアメリカ海軍の指揮統制は中央集権式であり、部隊指揮官の専門性と、補佐する幕僚の専門性の総合によって、有力な指揮統制機能を形成するというものであった。しかしこの方式では、複合的な脅威への対処とそのリアクションタイム短縮に限界があり、最上級指揮官の負担軽減の必要もあって、CWCコンセプトが創出されるに至った。
CWCコンセプトは、対潜戦・対水上戦・対空戦・電子戦などが複合的・同時並行的に生起する場合に備えて、あらかじめこれらの部隊戦闘をそれぞれ各種戦指揮官に分散委任して対処させるというものである。最上級指揮官 (OTC) は複合戦指揮官（CWC）となり、各種戦指揮官（warfare commanders）の指揮統制に対して、随時、拒否権の発動によって最高指揮権を行使する (Command by negation) 。
例えば2010年代の空母打撃群（CSG）では、CSG司令官を複合戦指揮官として、その指揮下に下記のような各種戦指揮官が配されるのが標準であった。
対空戦・ミサイル防衛指揮官（Air and missile defense commander, AMDC）
以前は対空戦指揮官（Air warfare commander, AWC）と称されていた。戦闘群の周囲数百マイルの上空の監視、および脅威となる航空機とミサイルの排除に責任を有し、護衛にあたっているミサイル巡洋艦（CG）またはミサイル駆逐艦（DDG）の艦長が指定される。本来、各種戦指揮官は空母に乗艦し、CWCとの認識の共有などを図りやすくすることが望ましいが、対空戦を指揮するには防空艦の戦闘指揮所（CIC）が最適であることから、AMDCについては自艦に乗艦したままとされることが多い。
海上戦闘指揮官（Sea combat commander, SCC）
対潜戦指揮官（Antisubmarine warfare commander, ASWC）と対水上戦指揮官（Surface warfare commander, SUWC）を兼任するもので、通常、駆逐隊司令がこれに指定される。
攻撃指揮官（Strike warfare commander, STWC）
一般的な航空攻撃の方向性を決定するとともに、空母航空団の航空機や護衛艦のトマホーク巡航ミサイルを運用する。通常、空母航空団司令が指定される。
情報戦指揮官（Information operations warfare commander, IWC）
以前は指揮管制・宇宙電子戦戦指揮官（Command & control, space and electronic warfare commander, C2WC）と称されていた。部隊の電波発射の管制、センサーを活用した電磁波のモニターおよび作戦欺瞞や必要時の対ターゲッティング計画の作成について指揮を執る。
またこれらの各種戦指揮官のほか、必要に応じて、下記のような機能グループ指揮官が設置されることもある。
- BMD指揮官
- 海上阻止行動指揮官（Maritime interception operations commander, MIOC）
- 機雷戦指揮官（Mine warfare commander, MIWC）
- 直衛指揮官（Screen commander）
- 洋上補給群指揮官（Underway replenishment group commander）

ただし、CSGではその司令官が最上級指揮官（OTC）を兼ねているのに対し、統合部隊、特に水陸両用作戦部隊を含む前方展開部隊の場合、両用戦部隊の指揮官がOTCとなることが多いため、OTCとCWCとの関係が問題になることがある。米中間における軍事的衝突の潜在的可能性やマルチハザード化に伴って海軍と海兵隊の連携強化が進められていることもあり、2017年に策定された「係争環境における沿海域作戦」（LOCE）コンセプトでは、海兵空地任務部隊（MAGTF）指揮官を「遠征戦指揮官」として各種戦指揮官の一角に位置づけることも提案された。